# Confédération syndicale de l'Éducation nationale
 (octobre 2022).
La Confédération syndicale de l'Éducation nationale (CSEN) est un rassemblement de syndicats de l'Éducation nationale en France.

## Historique
La Confédération syndicale de l'Éducation nationale a été formée le 5 janvier 1984 pour élargir l’influence de ses composantes dans la vie syndicale. La première réunion d’un bureau constitutif se en tient le 18 janvier 1984. Les statuts de la CSEN sont déposés à la Préfecture de Paris le 22 février 1984. Le premier Congrès se tient dans la salle du Conseil Régional d’Ile-de-France à Paris le 17 octobre 1986, devant une assistance de plus de cent vingt participants[réf. souhaitée].
D’autres Congrès se déroulent dans la capitale notamment les 24 octobre 1990, 13 octobre 1992 et 12 décembre 1995. Le congrès du 19 mars 1999 se tient à Levallois-Perret (Hauts-de-Seine) sur le thème « Quel autre futur pour l'École et l'Université ». Celui du 12 janvier 2006 a lieu dans la même ville autour de la question « Enseignement et service public ».[pertinence contestée]
Une mésentente entre la direction du Syndicat National des Infirmières en Milieu Scolaire et celle de la CSEN, conduit le SNAIMS à annoncer officiellement le 14 juin 2005, qu'il quittait la Confédération syndicale de l'Éducation nationale et qu'il rejoignait la Confédération autonome du travail
En 2008, la CSEN demande son affiliation à la FGAF qui accepte à l'unanimité, le 4 juin 2008 et devient fédération primaire de la Fédération Générale Autonome des Fonctionnaires, compétente à l’égard de toutes les organisations relevant de l’éducation.
En 2014, l'Autonome Sup anciennement Fédération nationale des syndicats autonomes de l'enseignement supérieur et de la recherche (FNSAESR), membre fondateur de la CSEN décide de quitter cette organisation pour rejoindre Force ouvrière.
En 2019, le SNALC quitte la CSEN.

## Organisation
La CSEN regroupe les syndicats suivants :
- le Syndicat national des écoles (SNE)
- le Syndicat des personnels des laboratoires de l'Éducation nationale (SPLEN)

Elle est dirigée par un bureau confédéral placé sous l’autorité d’un secrétaire général.
Au niveau européen, la CSEN est affiliée à la Confédération européenne des syndicats indépendants dont l'autre membre français est l'Union des cadres de la Fonction-Publique CGC
La CSEN publiait une revue trimestrielle Temps futur qui a cessé sa parution en 2008.

## Représentativité
La CSEN revendiquait 35 000 adhérents en 2005.
Aux élections professionnelles de 2005 (CAPN tous corps), la CSEN obtenait 5.88 % des suffrages. Elle se place ainsi en cinquième position générale (derrière la FSU, le SE-UNSA et le SGEN-CFDT et FO). Elle est la deuxième organisation syndicale chez les agrégés (grâce au SNALC) et dans l'enseignement supérieur (FNSAER). Dans les autres corps en revanche (enseignant du 1er degré, personnels non enseignants...) l'audience de la CSEN est marginale.
En raison de l'entrée en vigueur de nouvelles règles sur la représentativité, le SCENRAC-CFTC, la FAEN et la Confédération syndicale de l'Éducation nationale concluent en 2011 une alliance nommée "Union pour l'école républicaine" en vue des élections professionnelles de 2011. Cette alliance ne remporte cependant aucun siège au Comité technique ministériel et la CSEN n'est donc à l'heure actuelle pas représentative au niveau de l’Éducation Nationale.

## Historique des secrétaires généraux
- 1984-1992 : Jean Bories
- 1992-1996 : Jean-Marcel Champion
- 1996-1997 : Jean-Louis Charlet
- 1997-2003 : Monique Cartigny
- 2003-2011 : Bernard Kuntz
- depuis le 18 mai 2011: Jean-Claude Halter[7]